# Ceritoturris bittium
Ceritoturris bittium är en snäckart. Ceritoturris bittium ingår i släktet Ceritoturris och familjen Turridae. Inga underarter finns listade i Catalogue of Life.